# Chalil Taha
Chalil Taha (5. června 1932 – 27. července 2020) byl libanonský zápasník, který v roce 1952 vybojoval na Letních olympijských hrách v Helsinkách bronzovou medaili v řecko-římském zápase ve velterové váze. Zápasu se věnoval také jeho bratr Safi (1923–2009).